# A New York Love Story
Pour plus de détails, voir Fiche technique et Distribution.
A New York Love Story est un film américain de 2015 écrit et réalisé par Apolla Echino.

## Synopsis
Delphine, une danseuse vivant à New York, mais pas pour longtemps.

## Fiche technique
- Titre original : A New York Love Story
- Réalisation : Apolla Echino
- Scénario : Apolla Echino
- Producteur : Apolla Echino, Lara Myrene, Justin Ruane
- Production : Apollonia Productions
- Musique :
- Pays de production :  États-Unis
- Langue d'origine : anglais américain
- Lieux de tournage : New York, État de New York, États-Unis
- Genre : Drame, romance
- Durée : 90 minutes (1 h 30)
- Date de sortie : 
  - États-Unis: 13 février 2015

## Distribution
- Apolla Echino : Delphine
- Siobhan Flynn : Stella
- Miguel Pinzon : Miguel
- Richard Short (en) : le peintre
- Courtney Reed : Ryder
- Thomas Beaudoin : l'européen
- Sarah Braverman : la déesse
- Tyrone Brown : Sammy
- Aaron Costa Ganis : Mario
- Wynn Holmes : le chorégraphe
- Stephen Mendel : docteur Hoffman
- Justin Reinsilber : Rich
- Elizabeth Rodrick : la fille de la Street Fair
- Justin Ruane : J
- Stevie Steel : Stéphanie
- Sam Underwood : Levi